# Kazakhstan Airlines
Kazakhstan Airlines var ett flygbolag i Kazakstan, verksamt från 1991 till 1996. Flygbolaget avvecklades efter att en av deras Iljusjin Il-76 förstördes i en flygolycka över Indien, när en Il-76:an krockade med en Boeing 747 från Saudiarabien. Det största flygplanet i flottan var en Boeing 747-SP.